# كين كريمر
كين كريمر (بالإنجليزية: Ken Kremer)‏ هو لاعب كرة قدم أمريكية أمريكي، ولد في 16 يوليو 1957 في هاموند في الولايات المتحدة.

## وصلات خارجية
- كين كريمر على موقع مرجع كرة القدم المحترفة.كوم (الإنجليزية)